# NGC 2570
NGC 2570 is een spiraalvormig sterrenstelsel in het sterrenbeeld Kreeft. Het hemelobject werd op 20 februari 1873 ontdekt door de Britse astronoom Ralph Copeland.

## Synoniemen
- UGC 4354
- MCG 4-20-36
- ZWG 119.68
- PGC 23443